# Sebastian Zettl
Sebastian Noah Zettl (* 1. Juli 2001) ist ein österreichischer Fußballspieler.

## Karriere

### Verein
Zettl begann seine Karriere beim SC Seiersberg. Im September 2009 wechselte er in die Jugend des SK Sturm Graz, bei dem er ab der Saison 2015/16 auch in der Akademie spielte. Im Juli 2018 debütierte er gegen den ATSV Stadl-Paura für die Amateure von Sturm in der Regionalliga. In der Saison 2018/19 kam er zu 22 Regionalligaeinsätzen, in denen er drei Tore erzielte.
In der Saison 2019/20 kam er bis zum Regionalligaabbruch zu 16 Einsätzen, in denen er sechs Tore erzielte. Im Juli 2020 stand er gegen den TSV Hartberg zudem erstmals im Kader der Profis, kam aber zu keinem Einsatz. Im August 2020 debütierte er im ÖFB-Cup für die erste Mannschaft, als er im Erstrundenspiel gegen den SV Innsbruck in der 75. Minute für Kevin Friesenbichler eingewechselt wurde. In jenem Spiel, das Sturm mit 8:0 gewann, erzielte er auch sein erstes Tor für den Verein.
Im September 2020 gab er schließlich auch sein Debüt in der Bundesliga, als er am ersten Spieltag der Saison 2020/21 gegen den SKN St. Pölten in der 85. Minute für Stefan Hierländer ins Spiel gebracht wurde. Bis Saisonende kam er zu drei Bundesligaeinsätzen für Sturm. Zur Saison 2021/22 wurde er an den Zweitligisten Floridsdorfer AC verliehen. Beim FAC konnte er sich allerdings nicht durchsetzen und kam bis zur Winterpause nur viermal in der 2. Liga zum Einsatz.
Daraufhin wurde die Leihe im Jänner 2022 vorzeitig beendet und Zettl wechselte fest zum Regionalligisten FC Gleisdorf 09. Für Gleisdorf kam er zu 16 Regionalligaeinsätzen, in denen er fünf Tore erzielte. Nach der Saison 2021/22 verließ er den Verein wieder.

### Nationalmannschaft
Zettl spielte im April 2016 erstmals für eine österreichische Jugendnationalauswahl.